# Michaił Lewandowski
Michaił Karłowicz Lewandowski, ros. Михаил Карлович Левандовский (ur. 3 maja?/15 maja 1890 w Tyflisie, zm. 29 lipca 1938 w Moskwie) – sztabskapitan Armii Imperium Rosyjskiego, komandarm II rangi Armii Czerwonej pochodzenia polskiego.

## Życiorys
Pochodził z rodziny chłopskiej i był synem Karola Lewandowskiego, Polaka, podoficera służby długoterminowej armii carskiej. Ukończył czteroklasową Szkołę Miejską, a następnie Szkołę Realną w Groznym. Przed powołaniem do wojska uczył się na zecera w drukarni i pracował na poczcie w Groznym. Od 1910 roku pełnił służbę w Armii Imperium Rosyjskiego. W 1912 r. ukończył Włodzimierską Uczelnię Wojskową w Petersburgu w stopniu podporucznika i był skierowany do służby w 202 Gorijskim Pułku Piechoty w Kutaisi. Uczestnik I wojny światowej, nagrodzony za walki 6 orderami. Walczył jako dowódca kompanii w Prusach Wschodnich, pod Warszawą i w Galicji. Odznaczony 5 medalami. Po dwukrotnym odniesieniu ciężkich ran przebył wielomiesięczne leczenie, a następnie został w 1916 r. dowódcą 4 pododdziału 1 dywizjonu samochodów pancernych, a następnie dowódcą tego dywizjonu. W armii carskiej w 1916 r. uzyskał stopień sztabskapitana, później przeszedł na stronę rewolucjonistów.
Jako dowódca pododdziału 1 kompanii karabinów maszynowych brał udział w zdławieniu wystąpienia gen. Ławra Korniłowa w 1917 r. Walczył z wojskami Kiereńskiego i Krasnowa. W 1918 r. wstąpił do Partii Eserów-Maksymalistów i do Armii Czerwonej, a od 1920 r. został członkiem KPZR. Od lutego do sierpnia 1918 r. jako komisarz wojskowy Groznego i Władykaukazu organizował jednostki Armii Czerwonej w Groźnieńskim Rejonie Czeczenii. Od sierpnia do grudnia 1918 r. był Ludowym Komisarzem ds. Wojskowych Tereckiej Republiki Radzieckiej, wyznaczony na dowódcę Władykaukasko-Groźnieńskiej Grupy Wojsk, dowodził 300-osobowym oddziałem robotników z Groznego walczącym przeciwko białym Kozakom terskim, a następnie Armii Ochotniczej.
W latach 1919–1925 dowodził dywizjami, armiami, a także okręgami wojskowymi na Północnym Kaukazie, Ukrainie, Krymie oraz Frontem Turkiestańskim. W 1919 roku był dowódcą 11 Armii, w latach 1919–1921 dowódcą Specjalnej, a później 7 Dywizji Kawalerii, 33 Kubańskiej Dywizji Kawalerii, Terskiej Grupy Wojsk, w kwietniu-sierpniu 1920 był dowódcą 11 Armii i 9 Armii (sierpień 1920 – maj 1921). W okresie lipiec–wrzesień 1921 był dowódcą wojsk Guberni Tambowskiej. Po wojnie domowej był pomocnikiem i zastępcą w kilku Okręgach Wojskowych (OW). Był dowódcą Turkiestańskiego OW (kwiecień 1924 – listopad 1925), od 1925 r. do 1928 r. dowodził Kaukaską Armią Czerwonego Sztandaru.
W latach 1928–1929 był jednocześnie pełnomocnikiem Ludowego Komisariatu ds. Wojskowych przy Radzie Komisarzy Ludowych Zakaukaskiej Socjalistycznej Federacyjnej Republiki Radzieckiej i szefem Głównego Zarządu Robotniczo-Chłopskiej Armii Czerwonej. W latach 1929–1937 dowodził kolejno Syberyjskim, Kaukaskim i Zakaukaskim Okręgami Wojskowymi. W 1935 r. został awansowany na komandarma II stopnia. W 1937 r. był jednocześnie deputowanym posłem Rady Najwyższej Związku Socjalistycznych Republik Radzieckich, członkiem Rady Wojskowej przy Ludowym Komisarzu Obrony ZSRR, dowódcą Nadmorskiej Grupy Wojsk Samodzielnej Dalekowschodniej Armii Czerwonego Sztandaru.
Aresztowany 23 lutego 1937 r. i oskarżony o udział w antyradzieckim, trockistowskim, wojskowo-faszystowskim spisku oraz o szpiegostwo. W czasie śledztwa torturowany, przyznał się do winy. 29 lipca 1938 r. skazany przez Kolegium Wojskowe Sądu Najwyższego ZSRR na karę śmierci przez rozstrzelanie. Wyrok wykonano tego samego dnia.
28 kwietnia 1956 r. został zrehabilitowany.

## Odznaczenia
- Order Świętego Włodzimierza z mieczami
- dwa Ordery św. Stanisława z mieczami
- Order Świętej Anny z mieczami
- Order Lenina
- dwa Ordery Czerwonego Sztandaru
- Order Czerwonego Sztandaru Azerbejdżańskiej SRR
- Order Czerwonego Sztandaru Pracy Tadżyckiej SRR